# If You Love This Planet
If You Love This Planet ist ein kanadischer Dokumentarfilm von Terre Nash aus dem Jahr 1982, für und mit dem er und der Produzent Edward Le Lorrain mit einem Oscar ausgezeichnet wurden.

## Inhalt
Die australische Kinderärztin und Atomgegnerin Dr. Helen Caldicott erklärt die medizinischen und sozialen Auswirkungen eines Atomkrieges und fordert die atomare Abrüstung. Unterstützt wird ihre Forderung mit Filmmaterial aus Wochenschauen, die von den Atombombenabwürfen über Hiroshima und Nagasaki 1945 berichten. Dazu werden Filmaufnahmen von schwer verletzten und verbrannten japanischen Opfern gezeigt.

## Veröffentlichung, Hintergrund
Die Premiere des Films fand im Oktober 1982 beim Chicago International Film Festival statt.
Das Justizministerium der Vereinigten Staaten stufte den Film als ausländische politische Propaganda ein, um die Rüstungsabsichten der Reagan-Administration nicht zu behindern. Der Effekt war, dass der 
Film dadurch besondere Aufmerksamkeit bekam. Während der Rede anlässlich der Oscarverleihung bedankte sich Regisseurin Terre Nash beim Justizministerium für die effektive Werbung für den Film.
Helen Caldicott schrieb später ein Buch mit demselben Titel. Erschienen ist es 1992 bei Norton & Co. und wurde 2009 als Taschenbuch neu aufgelegt. ISBN 0-393-33302-7

## Auszeichnung
1983 wurde der Film in der Kategorie „Bester Dokumentar-Kurzfilm“ mit dem Oscar ausgezeichnet.